# Aaron Spelling
Aaron Spelling (Dallas, 22 de abril de 1923 — Los Angeles, 23 de junho de 2006) foi um produtor de televisão norte-americano. Foi casado com a atriz Carolyn Jones, e pai de Tori Spelling, que atuou em Beverly Hills, 90210 como Donna Martin.

## Biografia
Aaron Spelling nasceu em Dallas no Texas, no dia 22 de abril de 1923.
Spelling serviu ao exército durante a Segunda Guerra Mundial e chegou a Hollywood como ator, fazendo pequenas aparições em filmes como Three Young Texans, Wyoming Renegades e Black Widow, além de um papel na série de TV Gunsmoke. No entanto, ele logo passou a escrever para programas de TV como Jane Wyman Presents the Fireside Theatre e Playhouse 90.
Spelling foi creditado como produtor pela primeira vez em Zane Grey Theater e foi nesse campo que ele deixou sua marca. De Honey West e Mod Squad, Spelling foi o produtor executivo de muitas séries de sucesso das décadas de 1960 a 1980.
Em 2001, Spelling foi diagnosticado com câncer bucal.
Em 23 de junho de 2006, Spelling morreu no The Manor, sua propriedade em Holmby Hills, Los Angeles, devido a complicações de um derrame que ele sofreu cinco dias antes. Um funeral privado foi realizado vários dias depois, e Spelling foi sepultado em um mausoléu no cemitério Hillside Memorial Park Cemetery em Culver City.

## Filmografia de Aaron Spelling
As séries de Spelling estavam entre as mais influentes. Ele trabalhou foi:
- Burke's Law
- Family
- Starsky and Hutch
- T.J. Hooker
- Matt Houston
- Hart to Hart (no Brasil, Casal 20)
- Hotel
- Charlie's Angels (no Brasil, As Panteras),
- Beverly Hills, 90210 (no Brasil, Barrados no Baile)
- Charmed
- The Hookies
- The Love Boat (no Brasil, O Barco do Amor)
- Fantasy Island (no Brasil, A Ilha da Fantasia)
- Vega$
- Melrose Place
- 7th Heaven
- Vega
- Dynasty
- The Colbys
- S.W.A.T